# Gun Hägglund
Karin Gunvor Sjöblom Hägglund, nota semplicemente come Gun Hägglund (Örnsköldsvik, 2 marzo 1932 – Visby, 19 agosto 2011), è stata una conduttrice televisiva e giornalista svedese, annoverata per essere stata la prima conduttrice televisiva donna della storia, conducendo per la prima volta nel 1958 il programma televisivo quotidiano Aktuellt per la televisione nazionale svedese.
Dopo aver iniziato la sua carriera presso la stazione radiofonica nazionale Sveriges Radio AB, nel 1955, dove lavorava come segretaria ed annunciatrice radiofonica per le notizie dall'estero, si trasferì nel 1958 presso la compagnia televisiva pubblica svedese, dove divenne la prima conduttrice televisiva donna nella trasmissione mattutina Aktuellt, spesso accompagnata dall'annunciatore Olle Björklund. La Hägglund era anche traduttrice di pellicole e serie televisive straniere.
È morta nel 2011 all'età di 79 anni.